# 湘湖街道
湘湖街道，是中华人民共和国湖南省长沙市芙蓉区下辖的一个街道。2011年12月29日区划调整，划入二环线以西原属火星街道管辖区域；向阳湖社区整体划入韭菜园街道，明苑街以东的东湖社区区域划入马王堆街道。调整后，湘湖街道下辖6个社区，常住人口3.35万人，街道治所设和光街70号。 

## 行政区划
湘湖街道下辖以下地区：
南湖社区、西湖社区、湘湖社区、向阳湖社区、跃进湖社区和东湖社区。